# Urbanowa Czuba
Urbanowa Czuba (słow. Dromedárov hrb) – turnia górująca nad Gerlachowskim Kotłem o wysokości 2370 m n.p.m. w słowackich Tatrach Wysokich, w grani bocznej odchodzącej od Małego Gerlacha na południowy zachód. Tworzy ostatni wybitniejszy obiekt w tej grani. Od masywu Urbanowych Turni oddziela ją płytkie siodło Urbanowej Szczerbiny. Nieco poniżej znajduje się ostatnie, mało wybitne wzniesienie zwane Urbanową Kopką (2136 m). Na Urbanową Czubę nie prowadzi żaden znakowany szlak turystyczny, jest dostępna jedynie dla taterników.
Nazwa Urbanowej Czuby, jak i innych okolicznych obiektów, pochodzi od nazwiska Martina Spitzkopfa-Urbana.